# كريستوفر كانو
كريستوفر كانو (بالإنجليزية: Christopher Kanu)‏ (4 ديسمبر 1979 بأويري في نيجيريا - ) هو لاعب كرة قدم نيجيري في مركز الدفاع، شارك في الألعاب الأولمبية الصيفية 2000. وشارك مع منتخب نيجيريا لكرة القدم. أما مع النوادي، فقد لعب مع أياكس أمستردام وإنتر ميلان وديبورتيفو ألافيس وسبارتا روتردام ونادي بيتربورو يونايتد ونادي دولفينز ونادي لوغانو وتوب أوس ووينجيت آند فينشلي.

## وصلات خارجية
- كريستوفر كانو على موقع الاتحاد الدولي (مؤرشف)  (الإنجليزية)
- كريستوفر كانو على موقع قاعدة بيانات كرة القدم.إي يو (الإنجليزية)
- كريستوفر كانو على موقع ناشيونال فوتبول تيمز (الإنجليزية)
- كريستوفر كانو على موقع Soccerbase.com (لاعب) (الإنجليزية)
- كريستوفر كانو على موقع Soccerway.com (الإنجليزية)
- كريستوفر كانو على موقع عالم كرة القدم.نت (الإنجليزية)
- كريستوفر كانو على موقع أوليمبيديا (الإنجليزية)